# Tamiasciurus hudsonicus

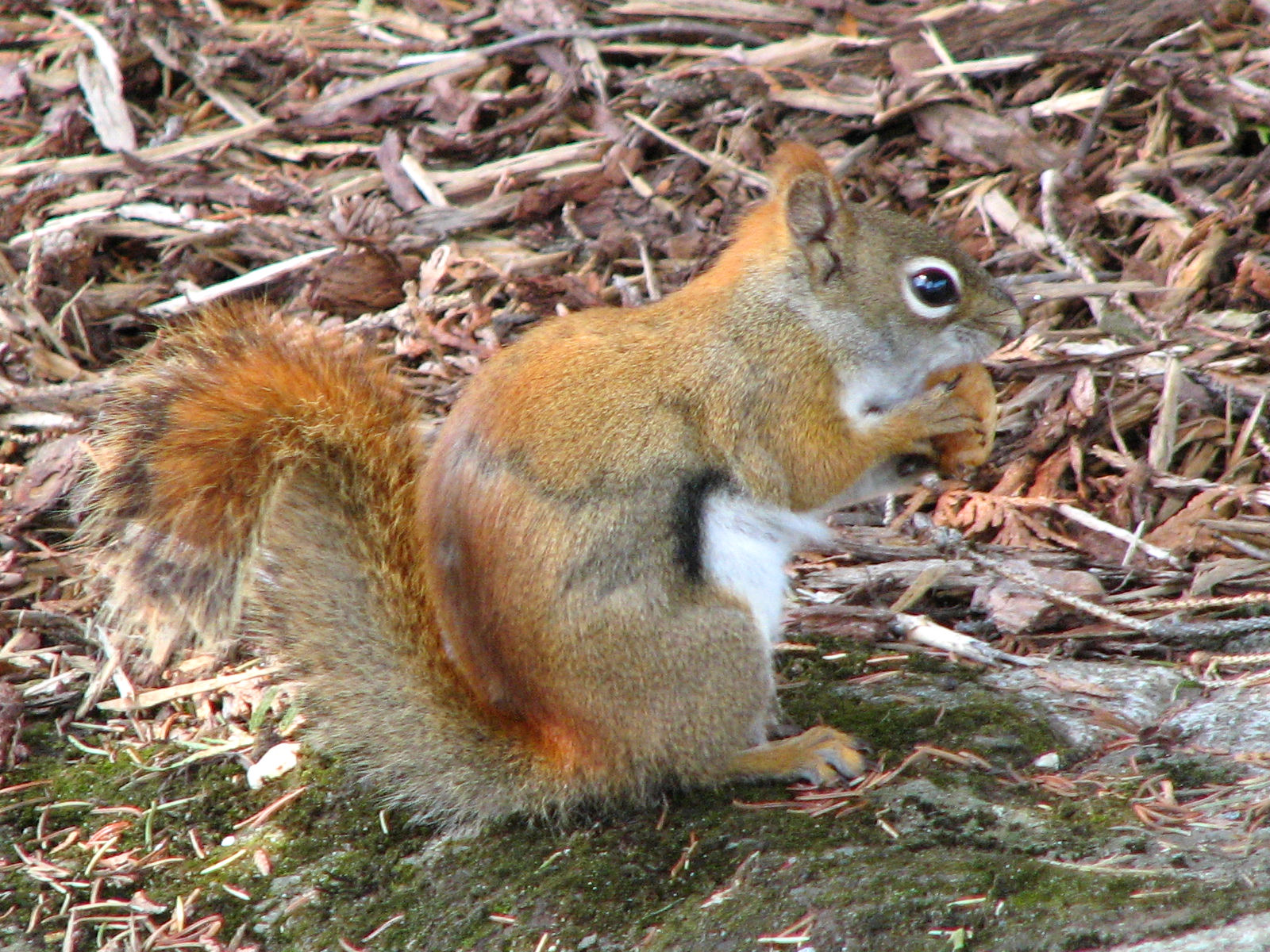
Scoiattolo rosso che mangia una noce.

Lo scoiattolo rosso nordamericano (Tamiasciurus hudsonicus Erxleben, 1777) è una specie di scoiattolo arboricolo del genere Tamiasciurus originaria del Nordamerica.

## Tassonomia
Attualmente, gli studiosi riconoscono 24 sottospecie di scoiattolo rosso americano:
- T. h. hudsonicus Erxleben, 1777 (Ontario);
- T. h. abieticola A. H. Howell, 1929 (Virginia e Carolina del Nord);
- T. h. baileyi J. A. Allen, 1898 (Alaska);
- T. h. dakotensis J. A. Allen, 1894 (Wyoming e Dakota del Sud);
- T. h. dixiensis Hardy, 1942 (Utah);
- T. h. fremonti Audubon e Bachman, 1853 (Colorado centrale e Utah);
- T. h. grahamensis J. A. Allen, 1894 (Arizona e Nuovo Messico);
- T. h. gymnicus Bangs, 1899 (Nuovo Brunswick e Maine);
- T. h. kenaiensis A. H. Howell, 1936 (Alaska);
- T. h. lanuginosus Bachman, 1839 (Vancouver e Columbia Britannica);
- T. h. laurentianus Anderson, 1942 (Golfo di San Lorenzo, Québec);
- T. h. loquax Bangs, 1896 (Stati Uniti orientali, dall'Illinois all'Atlantico);
- T. h. lychnuchus Stone e Rehn, 1903 (Nuovo Messico);
- T. h. minnesota J. A. Allen, 1899 (Minnesota);
- T. h. mogollonensis J. A. Allen, 1899 (Nuovo Messico e Arizona);
- T. h. pallescens A. H. Howell, 1942 (Dakota del Nord e Manitoba);
- T. h. petulans Osgood, 1900 (Alaska);
- T. h. picatus Swarth, 1921 (Kupreanof Island, Alaska);
- T. h. preblei A. H. Howell, 1936 (Columbia Britannica e Territori del Nord-Ovest);
- T. h. regalis A. H. Howell, 1936 (Isle Royale, Michigan);
- T. h. richardsoni A. H. Howell, 1936 (Columbia Britannica e Idaho);
- T. h. streatori J. A. Allen, 1898 (Columbia Britannica);
- T. h. ungavensis Anderson, 1942 (penisola di Ungava);
- T. h. ventorum J. A. Allen, 1898 (Wyoming).

## Descrizione
Lo scoiattolo rosso è noto per il grido di richiamo che emette ogni qualvolta è disturbato: un acuto e prolungato ciurr-ciurr. La lunghezza della testa e del corpo insieme varia da 16,5 a 23 cm ed è dunque 2/3 delle dimensioni dello scoiattolo grigio orientale (Sciurus carolinensis). Il mantello varia dal bruno-fulvo al brunastro con una striscia rossastra che, partendo dalle orecchie, arriva fino alla punta della coda, e una linea nerastra lungo i fianchi; gli occhi sono cerchiati di bianco. La coda è rivestita di peli gialli oppure bianchi, mentre le parti ventrali sono bianche. D'inverno, il colore del mantello sbiadisce e la linea nera laterale, già assente negli individui giovani, sparisce, mentre le orecchie vengono protette da piccoli ciuffi di peli neri e rossastri. Una specie molto simile, lo scoiattolo di Douglas (Tamiasciurus douglasii), si differenzia dallo scoiattolo rosso per la sfumatura color ruggine delle regioni ventrali.

## Distribuzione e habitat

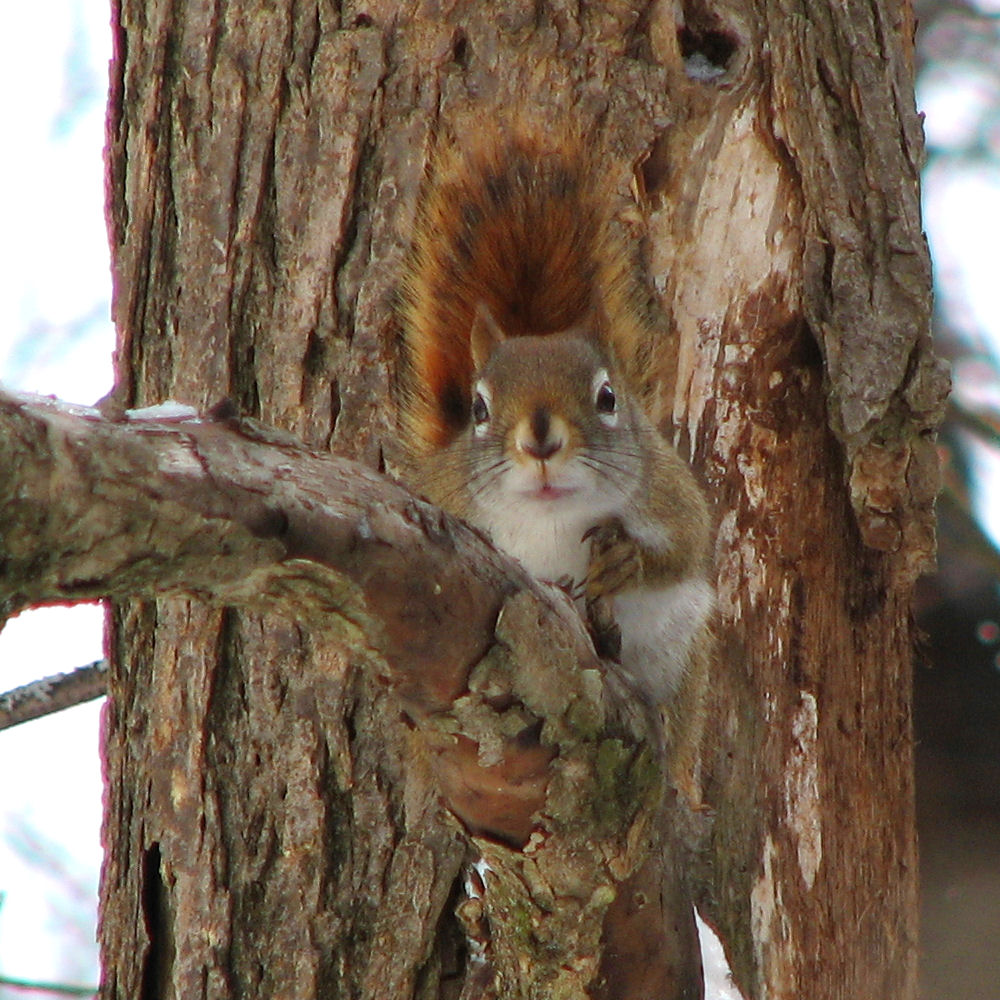
Scoiattolo rosso nel Québec.

Lo scoiattolo rosso occupa un areale molto vasto, che dall'Alaska e dal Québec si spinge a sud, attraverso le Montagne Rocciose, fino al Nuovo Messico e, attraverso gli Appalachi, fino alla Carolina del Sud. È stato introdotto anche sull'isola di Terranova, presso la costa orientale del Canada. La sottospecie T. h. grahamensis, isolata da tutte le altre, è ristretta al monte Graham, una vetta dei monti Pinaleño, nel sud-est dell'Arizona.
Gli scoiattoli rossi vivono essenzialmente nelle foreste decidue e sempreverdi, ma hanno una gran capacità di adattamento, per cui costruiscono la loro tana in qualsiasi riparo, attorno alle case, nelle siepi e nel sottosuolo. Scavano gallerie anche sotto la neve e si servono persino di quelle abbandonate dalle marmotte e dai tamia. Grazie alla loro capacità di adattamento a vivere sottoterra o sotto mucchi di pietre o di legname sono riusciti a sopravvivere al massiccio disboscamento delle foreste che ha ridotto l'ambiente vitale degli scoiattoli prettamente arboricoli.
I nidi vengono costruiti sulle biforcazioni dei rami, tra le foglie, nelle tane dei picchi, nelle cavità naturali dei vecchi alberi, nel sottosuolo, nel terreno asciutto o anche sotto pietre e ceppi. Occasionalmente gli scoiattoli rossi si servono anche di vecchi nidi di corvi e di falchi come fondamenta per i loro nidi. Questi sono composti di tre strati: all'esterno da un intreccio di ramoscelli che portano ancora attaccate le foglie, all'interno da uno strato compatto di foglie pressoché impermeabile, mentre la camera interna, grande 10–15 cm, è rivestita di materiale più fine quale erba secca, muschio, penne e peli.
Gli scoiattoli rossi sono animali diurni, ma approfittano anche delle notti di luna per uscire all'aperto e sono laboriosi durante tutto l'inverno, rimanendo nei loro nidi solo durante il maltempo.

## Biologia

### Alimentazione
Gli scoiattoli rossi fanno un grande spreco di cibo, danneggiando e rifiutando più di quanto non ne mangino, e conservandone più di quanto ne possano consumare. La loro dieta è essenzialmente vegetariana con le pigne di pino che costituiscono la base della loro alimentazione durante tutto l'anno. Essi le raccolgono dai rami in autunno, quando sono ancora verdi, e prima che possano maturare e cadere lontano. In seguito le trasportano giù dall'albero e le immagazzinano a gruppi di 150, o anche più, sotto il suolo umido in modo che non possano maturare prima del necessario. Anche altri semi, quali nocciole e bacche, rientrano tuttavia nella loro dieta; a primavera, quando le gemme dell'olmo e dell'acero si staccano, gli scoiattoli rossi ne spaccano la corteccia per succhiarne il succo, così come spaccano le mele per mangiarne i semi, lasciando invece intatta la polpa. Sono anche ghiotti di funghi e spesso li conservano fino a seccarli nelle spaccature degli alberi e nei ceppi. Si nutrono anche della letale Amanita muscaria, dato che sembrano immuni al suo veleno. Infine, ultime fra le loro preferenze sono la corteccia del pioppo comune e del pioppo tremulo, di cui si nutrono nei periodi di carestia, durante i quali non disdegnano altri alimenti vegetali e persino insetti, come ad esempio larve di scarafaggi snidate dal legno, carne putrefatta e, occasionalmente uova e uccellini e, talvolta, uccidono e mangiano persino i piccoli di alcuni conigli.

### Riproduzione
Il corteggiamento inizia in primavera e talvolta fin dal mese di gennaio. Al pari di altri scoiattoli, la caccia nuziale consiste in una gara in cui diversi scoiattoli rossi si inseguono su e giù per gli alberi e sul terreno, lanciando ognuno un richiamo sincopato, dolce e monotono. In seguito si uniscono e l'accoppiamento avviene in marzo o aprile a seconda delle condizioni ambientali. Il maschio e la femmina collaborano alla costruzione del nido ma, completatolo, il primo non partecipa più alla vita familiare.
I piccoli, 4 o 5 in media per nidiata, partoriti dopo un periodo di gestazione di 40 giorni, sono ciechi e completamente privi di peluria, che spunta solo dopo una decina di giorni. Vengono nutriti per cinque settimane e poi vengono cacciati via dalla madre che avrà una seconda nidiata in autunno.

### Nemici
Linci rosse, visoni, falchi adulti e gufi catturano facilmente gli scoiattoli rossi, ma i loro veri nemici sono le martore americane che, in alcune zone, si nutrono quasi esclusivamente di scoiattoli rossi. Infatti si arrampicano con la stessa abilità degli scoiattoli e li inseguono a balzi lungo i rami più sottili degli alberi.
La penuria di animali da pelliccia in molte zone ha provocato un incremento della caccia agli scoiattoli rossi, il cui manto viene utilizzato come guarnizione.

## Conservazione

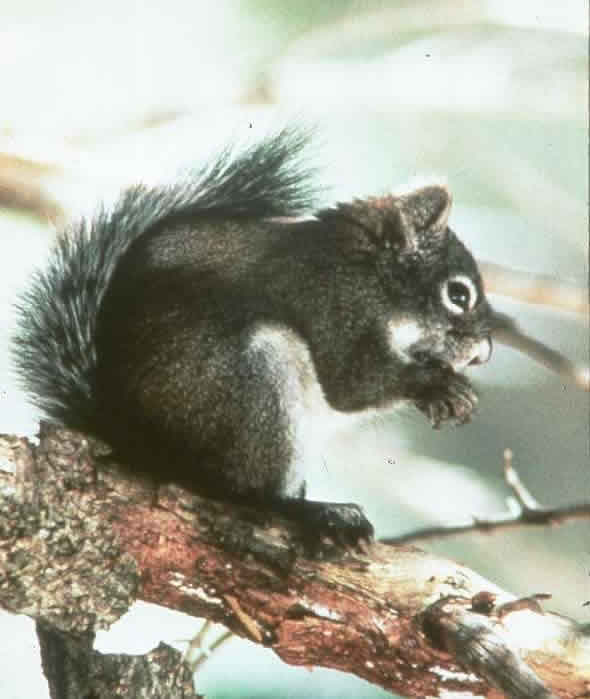
T. h. grahamensis.

Lo scoiattolo rosso è una specie ampiamente diffusa e comune che non sembra correre alcun rischio di estinzione. In alcune aree, la specie può causare danni alle piantagioni di conifere, dal momento che ne strappa la corteccia e si nutre di gemme e semi, sebbene possa anche giocare un ruolo importante nel rimboschimento disperdendo e sotterrando i semi. In Canada, è una delle specie più cacciate per la pelliccia.
Tuttavia, sebbene nella sua interezza la specie non sia attualmente minacciata, la sottospecie del monte Graham è costituita solamente da una popolazione esigua, stimata nel 2009 a circa 250 esemplari, tutti relegati in un'unica area isolata. Ritenuto estinto negli anni '50, lo scoiattolo rosso del monte Graham venne riscoperto negli anni '70, ma negli ultimi decenni il suo areale e la sua popolazione si sono ridotti sempre più. La principale minaccia per questa sottospecie è costituita dalla perdita e dalla frammentazione dell'habitat dovuta alla raccolta del legname, allo sviluppo di reti stradali e di strutture turistiche, e dalla costruzione di un controverso complesso di osservatori, mentre siccità, incendi ed esplosioni di insetti possono solo peggiorare una situazione già compromessa. La perdita dell'habitat potrebbe inoltre comportare la competizione con lo scoiattolo di Abert (Sciurus aberti), introdotto nella zona, e si teme che i mutamenti climatici possano ridurre ulteriormente l'habitat disponibile.